# هيثم قيراط
هيثم قيراط حكم دولي تونسي لكرة القدم، إختاره الاتحاد الأفريقي لكرة القدم ليكون ضمن حكام كأس الأمم الأفريقية 2019 بمصر.

## سيرته
هيثم قيراط هو ابن الحكم الدولي السابق هشام قيراط والرئيس الحالي للجنة الحكام التونسية. بدأ هيثم مسيرته التحكيمية منذ أن كان عمره 15 سنة، ودخل القائمة الدولية للحكام في سن 25 عاما ليكون بذلك أصغر حكم دولي وأصغر حكم يدير لقاء «الدربي» بين الترجي والنادي الإفريقي.